# Datis (poble)
Els datis (llatí Datii, grec Δάτιοι) foren un poble aquità esmentat per Claudi Ptolemeu, que els situa al nord dels ausques. La seva capital fou Tasta (Τάστα). El seu territori pot situar-se entre els rius Òlt i Aveyron. Dues ciutats de la regió es diuen Daze (que derivaria dels datis) i Tesac (que seria Tasta).